# I Corvi (gruppo musicale)
I Corvi sono un gruppo della prima scena musicale del beat italiano. Il gruppo debuttò con il brano Un ragazzo di strada, che era il rifacimento in italiano della canzone I Ain't No Miracle Worker dei The Brogues, dando loro, fin dagli esordi, un'impronta più vicina al garage rock statunitense.

## Storia del gruppo
I Corvi si formano a Parma nel 1965, ed iniziano ad esibirsi in vari locali dell'Emilia proponendo cover di gruppi inglesi ed americani. All'inizio del 1966 si iscrivono al 1º Torneo nazionale Rapallo Davoli, superando le selezioni e classificandosi al secondo posto.
Oltre che per le sonorità elettriche, si distinguono anche per un look particolare: suonano infatti con delle mantelline nere, per richiamare l'immagine del corvo. Vengono così notati dal direttore artistico dell'Ariston, Alfredo Rossi, che li mette sotto contratto, facendo loro incidere Un ragazzo di strada, cover di I Ain't No Miracle Worker dei Brogues (un complesso i cui membri parteciperanno poi alla fondazione dei Quicksilver Messenger Service) con un testo in italiano scritto da Nisa, storico collaboratore di Renato Carosone. La canzone partecipa al Cantagiro dello stesso anno, riscuotendo un grande successo: il gruppo si esibisce con un corvo vero (chiamato Alfredo in onore del loro discografico) appollaiato sulla paletta del basso, ed alla fine della manifestazione, pur essendo un gruppo esordiente, si classificano all'ottavo posto. Nello stesso anno viene pubblicato un altro 45 giri di successo, Bang bang, con sul retro Che notte ragazzi, inserita nella colonna sonora del film omonimo diretto da Giorgio Capitani (con Philippe Leroy, Marisa Mell ed Alberto Lionello).
 Tutti questi brani sono inseriti nel primo album del gruppo, pubblicato nell'autunno del 1966 ed intitolato Un ragazzo di strada; da ricordare due cover di Donovan Leitch, I colori (Colours) e Volevo finirla (To Try For The Sun).
Dopo altri 45 giri pubblicati nei primi mesi del 1967, tra cui Sospesa ad un filo (quest'ultima cover di I had too much to dream last night degli Electric Prunes, che li avvicina alla psichedelia), rompono il contratto con la Ariston e passano alla Bluebell, per cui pubblicano altri 45 giri con scarso successo; particolarmente interessanti Bambolina, cover di Any day now di Burt Bacharach, Datemi un biglietto d'aereo (The letter dei Box Tops) e Questo è giusto (Morning dew degli Episode Six). Nel 1969 Levati abbandona il gruppo, ed è sostituito da Massimo Vessella che suona le tastiere; pochi mesi dopo il gruppo decide però di sciogliersi. Ravasini (chitarra e voce) forma il gruppo Angelo e i Corvissimi e Claudio Benassi (batteria) dà vita a I Nuovi Corvi, (formati, oltre che da Benassi, da Pino Corvino a chitarra e voce, Giancarlo Lazzini alle tastiere, Ennio Tricomi al basso) che nel 1971 incidono un 45 giri Profezia per la CAR Juke Box. Il gruppo poi sostituirà Benassi con Franco Pulvirenti alla batteria ed Ennio Tricomi con il fratello di Corvino diventando il gruppo che accompagna Marcella Bella.
Tricomi si unisce a Ravasini; con Antonello Gabelli (Nuova Idea) e Benassi alla batteria rifonda il gruppo de I Corvi che si scioglie definitivamente nel 1972 dopo alcune tournée soprattutto al sud della penisola.
Nel 1982 Ravasini e Tricomi si ritrovano e pubblicano, con il nome I Corvo, una versione elettronica di Un ragazzo di strada con sonorità più moderne. Il 45 giri è arrangiato da Fio Zanotti e distribuito da Durium.
Nel 1983 Ennio Tricomi fonda la Cruisin' Records e la Hiara Dischi e cinque anni dopo riporta in sala d'incisione i vecchi compagni, Angelo Ravasini, Antonello Gabelli, Claudio Benassi e Gimmi Ferrari; incidono l'album Hanno preso la Bastiglia! (che, oltre a qualche vecchio successo, racchiude canzoni nuove come Picasso o Segni sulla pelle, con sonorità a volte vicine all'hard rock), pubblicato l'anno successivo dalla Hiara Records di Ennio Tricomi, e riprendono l'attività dal vivo. In seguito Gianluca Antolini sostituisce al basso Ferrari (che si dedica definitivamente all'attività di burattinaio, che la sua famiglia porta avanti da tre generazioni), mentre alla chitarra c'è sempre Antonello Gabelli. 
Partecipano anche alla trasmissione Vent'anni dopo, curata e presentata da Red Ronnie e trasmessa da Italia Uno, dove cantano Un ragazzo di strada. Nel 1989, partecipano ad Una rotonda sul mare, trasmissione musicale di Canale 5 presentata da Marco Predolin, interpretando Un ragazzo di strada. 
Dopo alcuni anni anche questa formazione cessa le attività;
intorno al 2000 Ravasini ricostituisce un gruppo, con la stessa denominazione, ma con altri musicisti, Stefano e Luigi Ravasini (figli di Angelo), Massimo Armani (dal 2007 Alessandro Secchi) alla chitarra, Cristian Ferretti alle tastiere e Luca Sardella al basso con la partecipazione di Gimmi Ferrari, voce narrante durante gli spettacoli.
Esce il nuovo album “Ricetta Antirughe” pubblicato da azzurra music contenente brani storici e inediti composti dallo stesso Ravasini in collaborazione con il chitarrista Armani.
La band torna in tour nelle principali piazze d’Italia e partecipa ad importanti rassegne musicali dal vivo. 
Per dieci anni sono ospiti fissi al “Festival Show” appuntamento estivo organizzato da radio Birikina. Da segnalare anche le partecipazioni al tour “Italia Beat”, al “nuovo Cantagiro” e ad alcuni eventi internazionali (Egitto, Svizzera, Francia).
Il 18 aprile 2000 muore a 53 anni Fabrizio "Billo" Levati; il 31 dicembre 2006 muore a 66 anni Gimmi Ferrari ed il 26 dicembre 2013 muore anche Angelo Ravasini. La band è quindi stata portata avanti da Antonello Gabelli, chitarrista cantante dal 1968/69, e poi nell'unico disco originale del 1989, da lui composto, per la voce di Angelo
Nel 2014 il ritorno sulla scena nazionale: Claudio Benassi il batterista dei Corvi (dal 1966 al 1997) tra i fondatori della band e ultimo rimasto, dal 1999 continua a l'esperienza musicale del gruppo, riproponendo il repertorio storico con lo stesso spirito della formazione originale.
Nel settembre del 2014 Claudio Benassi e la nuova band sono sul main stage del MEI - Meeting Etichette Indipendenti di Faenza per la prima esibizione del nuovo progetto, occasione nella quale lo stesso Claudio Benassi viene insignito del premio alla carriera. 
Sempre la band di Claudio Benassi pubblica a maggio 2015 il nuovo singolo La Strada.
Nel 2016, in occasione dei 50 anni del brano Un ragazzo di strada il gruppo capitanato dal batterista originale, Claudio Benassi, torna sulle scene per un tour estivo: la scaletta ripercorre interamente la storia del gruppo rock beat italiano dagli inizi a oggi. La band entra inoltre a far parte del festival Torino beat 2016 accanto a nomi come Le Orme, The Rokes e Mito New Trolls.
Nell'ottobre del 2016 scompare anche Antonello Gabelli, membro della band dal 1989 al 1991 e autore dell'album Hanno preso la Bastiglia!
Nel 2017 la band torna in studio per lavorare a nuovo materiale. In aprile viene annunciata la nuova formazione, con l'uscita del chitarrista Emanuele Sirocchi e del bassista Paolo Ferrarini, sostituito da Giuseppe Tavone; la band sempre guidata da Claudio Benassi, prosegue con la nuova formazione a cinque elementi.
Nel 2020 la band torna sul palco per celebrare i 55 anni di successo del brano "Un Ragazzo di strada".
il 18 luglio dello stesso anno esce il nuovo singolo inedito "L'ultimo dei Corvi", di Villani / Cavazzini / Amoretti; il brano originale segna il ritorno discografico della band.
Nel 2020 esce la biografia ufficiale "Ragazzi di Strada...I Corvi", scritta da Pierangelo Pettenati e Claudio Benassi.

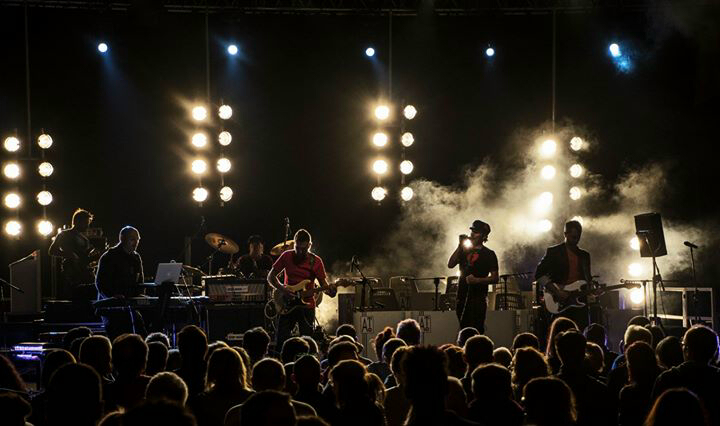
Settembre 2014 live main stage Faenza

Nel 2021 la band capitanata da Claudio Benassi è tra i protagonisti di "Parma 2020/21 Capitale della Cultura".
Il 1º  marzo 2023 I Corvi di Claudio Benassi tornano su Rai 1, ospiti della 500ª puntata del prime time "Oggi è un altro giorno" condotto da Serena Bortone, con intervista ed esibizione live.
Sempre nel 2023 il brano "Un ragazzo di strada" è stato scelto per la pubblicità del noto marchio di birra Ceres. 

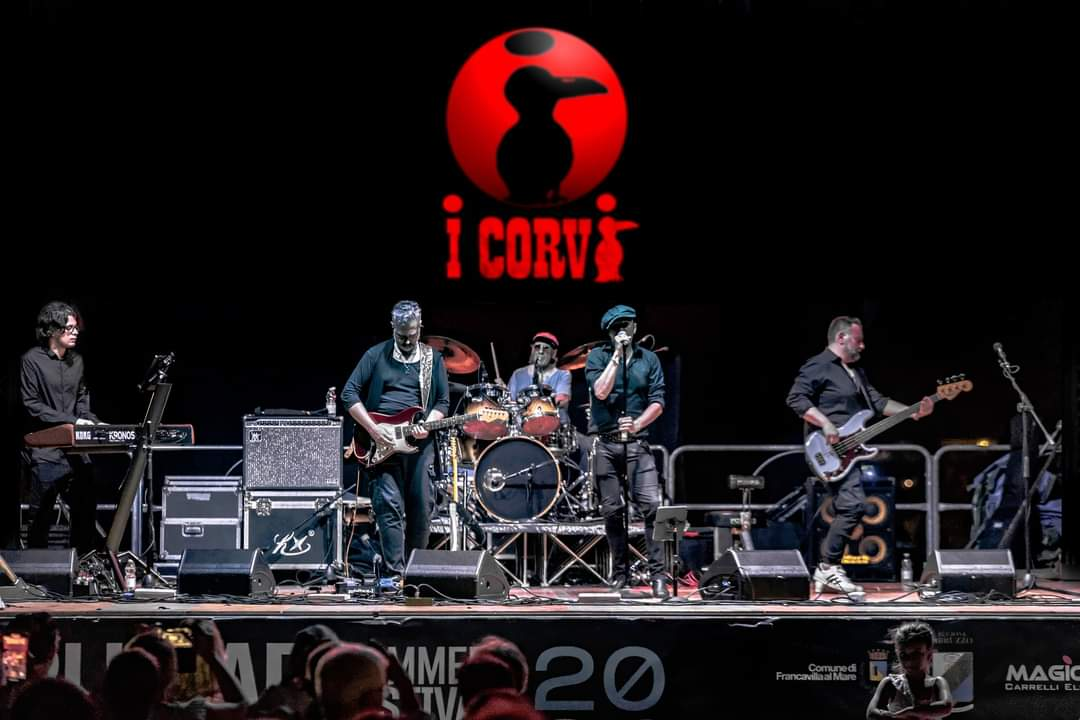
I Corvi al Blubar festival

Nel 2024 la band ha festeggiato i 10 anni della nuova formazione partecipando al Blubar Festival di Francavilla al Mare, sempre capitanati da Claudio Benassi
Nell'agosto del 2025 muore Claudio Benassi, l'ultimo dei membri originali nonché fondatori della band.

## Omaggi
La loro canzone più nota, Un ragazzo di strada, è stata reincisa molte volte da vari artisti, tra gli altri Ivan Cattaneo e i Rats e nel 2008 i Pooh, nell'album Beat ReGeneration. Nel 2009 è stata cantata al concerto del Primo Maggio da Vasco Rossi. I The Bastard Sons Of Dioniso ne hanno inoltre proposto una versione nel loro terzo album. I Calibro 35 hanno inciso il brano nel 2013 con Manuel Agnelli.
I Los Gatos Negros hanno invece inciso Che strano effetto in spagnolo. Anche i bolognesi Skiantos hanno reinciso la canzone ed è contenuta in Pesissimo! del 1980. Il gruppo Colonna Infame Skinhead ha incluso una cover del brano nell'omonimo album d'esordio del 1998.
Nel 2022, la sedicesima edizione del talent X-Factor Italia viene vinta dal duo Santi Francesi con una cover rivisitata di Un ragazzo di strada.

## Formazione attuale[4]
- Claudio Benassi: batteria - voce - Unico membro originale
- Lorenzo Cavazzini - voce
- Pietro Amoretti - chitarra
- Mirko Rivara - tastiere
- Luca Bonzilli - basso[4]

## Formazione originale
- Angelo Ravasini: voce, chitarra (dal 1966 al 2013)
- Claudio Benassi: batteria (dal 1966 fino al 1997 e dal 2014 al 2025, anno del decesso)
- Fabrizio Levati: chitarra (dal 1966 al 1969)
- Italo Gimmi Ferrari: basso (dal 1966 al marzo 1968)

## Altri collaboratori
- Antonello Gabelli: chitarra (dal 1969 al 1971, poi nel 1989/91)
- Paolo Costa: basso (dall'aprile 1968 a fine 68)
- Ennio Tricomi dal 1969 al 1972: basso
- Massimo Vessella: organo (dal 1969 al 1970)
- Gianluca Antolini: basso (dal 1988 fino agli anni novanta)
- Flavio Polverigiani: tastiera (anni settanta)
- Massimo Armani: chitarra solista e acustica (dal 1990 al 2007)
- Stefano Ravasini: batteria (dal 1999 al 2013)
- Cristian Ferretti: tastiere (dal 1990 al 2013)
- Giovanni Maruccio De Marco: basso (dal 2000 al 2003)
- Luca Sardella: basso (dal 2003 al 2013)
- Gigi Puzzo: voce e basso dal 2014 in poi
- Daniele Fabio: chitarra e voce
- Domenico Sangiovanni: batteria
- Emanuele Sirocchi: chitarre elettriche
- Paolo Ferrarini: basso
- Eugenio Sartini: basso
- Giuseppe Tavone: basso - cori
- Sandro Conti: batteria (1969/70)

## Discografia

### Album in studio
- 1966 - Un ragazzo di strada (Ariston Ar 0152, ristampato nel 1977 con la canzone Sospesa a un filo al posto di Resterai).

### Singoli
- 1966 - Un ragazzo di strada/Datemi una lacrima per piangere (Ariston Ar 0136)
- 1966 - Bang bang/Che notte ragazzi (Ariston Ar 0161)
- 1967 - Sospesa ad un filo/Luce (Ariston Ar 0197)
- 1967 - Quando quell'uomo ritornerà/Si prega sempre quando è tardi (Ariston Ar 0227)
- 1968 - Che strano effetto/C'è un uomo che piange (Ariston Ar 0288)
- 1968 - Bambolina/Nemmeno una lacrima (Bluebell bb 3190)
- 1968 - Datemi un biglietto d'aereo/Questo è giusto (Bluebell bb 3196)
- 1969 - Ama/No bugie no (Rare sif 77514)
- 2015 - La strada
- 2016 - Un ragazzo di strada
- 2017 - Un ragazzo di strada (Live)
- 2020 - L'ultimo dei Corvi

### Raccolte e Greatest Hits
- 1989 - Hanno preso la Bastiglia! (Hiara Records, HR 53707)
- 1996 - I Corvi - Il meglio (nuove registrazioni)
- 1997 - I più grandi successi (Joker, CD 22144)
- 2007 - Ricetta antirughe (Azzurra Music)
- 2017 - I Corvi (nuove registrazioni - formazione di Claudio Benassi)